# Neocorus diversipennis
Neocorus diversipennis är en skalbaggsart som beskrevs av Belon 1903. Neocorus diversipennis ingår i släktet Neocorus och familjen långhorningar. Inga underarter finns listade i Catalogue of Life.